# 32807 Quarenghi
32807 Quarenghi è un asteroide della fascia principale. Scoperto nel 1990, presenta un'orbita caratterizzata da un semiasse maggiore pari a 2,3000188 au e da un'eccentricità di 0,1645729, inclinata di 2,18855° rispetto all'eclittica.
L'asteroide è dedicato all'architetto italiano Giacomo Quarenghi.